# Prawda, cel, przesłanie
Prawda, cel, przesłanie – jedyny album studyjny polskiej grupy hip-hopowej Trials X. Wydany został w 1995 roku w formie kasety magnetofonowej przez oficynę Boom Media. W 2007 roku pojawiło się na pewien czas wznowienie nagrań na płycie CDR. Materiał wydała firma Klasyk. Jednakże do pełnej reedycji doszło za sprawą firmy Fonografika, która wznowiła album równo po 20 latach od pierwszej kasetowej edycji tj. w roku 2014.  Oryginalnie album został zrealizowany w studiu domowym Tomasza Kubiaka, a zmiksowany i zremasterowany był już w pełni profesjonalnym studiu S4 mieszczącym się w budynku TVP1 za sprawą tamtejszego realizatora nagrań Roberta Mościckiego. Wznowione wydanie płytowe na CD ponownie zremasterował DJ Eprom.

## Lista utworów
Opracowano na podstawie materiału źródłowego.
1. „Intro”
2. „Przestroga”
3. „Miasto”
4. „Co to znaczy?”
5. „Czujee się lepiey”
6. „Radio newz”
7. „Detroit 2xP”
8. „Da P-Arty (Mix)”
9. „S.M.R.C.”
10. „Wild Percussion XL”
11. „Muzyczny narkotyk” (gościnnie: MC Bob, Oliwka)
12. „Jestem wojownikiem”
13. „Walkin’ jazz”
14. „Jarają, jarają...”
15. „Od Ciebie zależy”
16. „Fekalia”
17. „Outro (wersja spełniona)”
18. „Wild Percussion XXL”